# 아이폰 SE (3세대)
아이폰 SE(iPhone SE)는 애플이 설계하고 개발한 스마트폰으로, 아이폰 13과 13 프로/프로 맥스 그린 색상과 함께 2022년 3월 8일 출시되었다. 아이폰 SE (3세대)는 더 작고 가벼운 2세대 아이폰 SE의 후속 기종으로 공개되었으며, 2022년 3월 11일 예약 판매를 시작하여 2022년 3월 18일에 출시되었다.

## 디자인

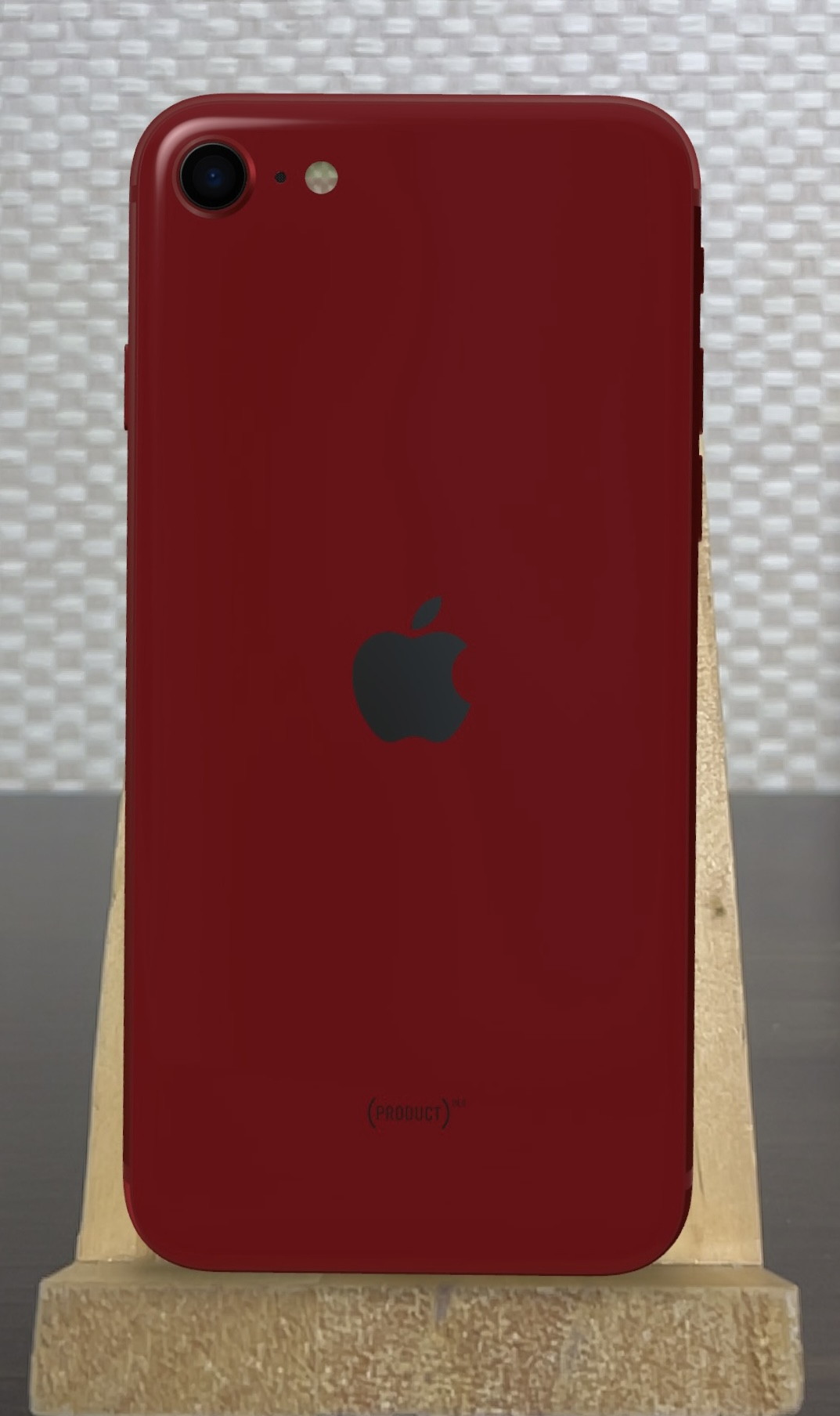
아이폰 SE (3세대)의 후면

아이폰 SE는 알루미늄 프레임에 앞뒤로 유리가 짝을 이룬 것이 특징이다. 기기는 이전 모델과 크기가 동일하다. 그리고 지금만 아이폰 SE에서만 볼수 있는 홈 버튼이 탑재되어 있다.
아이폰 SE는 미드나이트, 스타라이트, 그리고 프로덕트 레드 에디션의 세 가지 색상으로 출시된다. 미드나잇과 스타라이트는 각각 블랙과 화이트를 대체한다.
| 색상 | 이름         | 베젤 |
| ---- | ------------ | ---- |
|      | 미드나이트   | 블랙 |
|      | 스타라이트   | 블랙 |
|      | (PRODUCT)RED | 블랙 |

## 사양

### 하드웨어
아이폰 SE는 애플 A15 바이오닉 (5 nm) 아키텍처 시스템을 칩 SoC에 통합 모션 코프로세서 및 5세대 신경 엔진을 내장하고 있다. 64GB, 128GB, 256GB의 세 가지 내부 스토리지 구성으로 사용할 수 있다. 2세대 모델의 3GB보다 늘어난 4GB 램을 탑재했다. SE는 먼지 및 내수성에 대한 IP67 등급이 이전 모델과 동일하다. 이 스마트폰은 아이폰 13과 13 프로에서 볼 수 있는 U1 칩이 지원하는 초광대역 기능이 없다. 이 기기의 크기가 작아서 열 조절을 증가시킬 수 있음에도 불구하고 SE의 A15 SoC는 아이폰 13과 같은 최대 CPU 주파수에서 작동한다. 전작과 마찬가지로 3세대 아이폰 SE는 3.5mm 스테레오 헤드폰 잭을 지원하지 않는다.

#### 디스플레이
아이폰 SE는 전작과 동일한 HD 레티나 디스플레이를 갖추고 있으며, True Tone과 와이드 컬러 색역(디스플레이 P3)이 적용된 IPS 기술을 사용한다. 이 디스플레이는 이전의 4.7인치(120mm) 아이폰과 마찬가지로 1334 x 750픽셀의 해상도를 가지고 있다. 화소 밀도는 326PPI로 아이폰4에 레티나 디스플레이가 도입된 이후 LCD가 장착된 모든 아이폰과 동일하다. HDR 지원 디스플레이가 없어도 HDR 10과 돌비 비전 콘텐츠를 재생할 수 있으며, HDR 콘텐츠를 디스플레이에 맞게 다운 변환하면서도 표준 콘텐츠에 비해 다이내믹 레인지, 콘트라스트, 넓은 컬러 색역(gamut)이 일부 개선되었다.

#### 카메라
아이폰 SE는 전작의 싱글 렌즈 카메라 시스템과 유사한 후면 12 MP 카메라를 탑재하여 24, 25, 30, 60 fps의 4K 비디오, 25, 30, 60 fps의 1080p HD 비디오, 30 fps의 720p HD 비디오를 녹화할 수 있다. 카메라 조리개는 µ/1.8이고, 자동 포커스, 광학 이미지 안정화, 쿼드 LED True Tone 플래시가 있다. 최대 63 MP까지 파노라마를 촬영할 수 있고, 버스트 모드로 사진을 찍을 수 있다. 전면 카메라는 f/2.2의 조리개와 오토포커스를 가진 7 MP로 25~30 fps의 1080p HD 비디오와 120 fps의 슬로우 모션 비디오를 촬영할 수 있다.
3세대 SE는 A15 바이오닉에 의해 활성화된 몇 가지 카메라 기능을 추가했다. 13 및 13 Pro와 마찬가지로 후면 카메라는 스마트 HDR 4를 지원하며, 후면 카메라는 최대 30fps의 확장 다이내믹 레인지 비디오, 스테레오 레코딩 및 시네마틱 비디오 안정화를 지원한다. 아이폰 SE의 전면과 후면 카메라는 모두 세로 모드와 세로 조명을 지원한다. SE의 세로 모드 구현은 하드웨어가 포커스 픽셀 사용을 통해 깊이 맵을 생성하지 않고 대신 소프트웨어 기반 머신러닝에 의존하기 때문에 기본적으로 인간의 이미지만 지원한다. 13, 13 프로와 마찬가지로 세로 모드는 깊이 조절과 고급 보케 효과(초점 외 배경의 블러링 효과)가 있다. 3세대 SE는 딥 퓨전 및 사진 스타일을 지원하지만 오래된 센서 하드웨어로 인해 야간 모드, 시네마 모드와 같은 일부 기능을 지원하지 않는다.

#### 배터리
3세대 아이폰 SE는 전작의 1,821 mAh에서 증가한 2,018 mAh의 배터리를 특징으로 한다. 애플에 따르면, 이것은 13시간에서 15시간의 오프라인 비디오 재생 시간을 가능하게 한다. 이것은 더 오래되었지만 더 비싼 아이폰 12 미니와 어깨를 나란히 한다.

### 소프트웨어
iOS 15가 기본 탑재되었다.